# كوكو فوسكو
كوكو فوسكو (بالإنجليزية: Coco Fusco)‏ هي كاتِبة أمريكية، ولدت في 18 يونيو 1960 في نيويورك في الولايات المتحدة.

## وصلات خارجية
- الموقع الرسمي